# Christian Stewart
Pour les articles homonymes, voir Stewart.
Pas d'image ? Cliquez ici

a Compétitions nationales et continentales officielles uniquement.

b Matchs officiels uniquement.
Dernière mise à jour le 12 janvier 2024.
Jan Christian Stewart, né le 17 octobre 1966 à Toronto (Canada), est un joueur de rugby à XV canadien, évoluant au poste de centre pour l'équipe nationale du Canada et l'équipe nationale d'Afrique du Sud.

## Biographie
Christian Stewart a connu 14 sélections internationales en équipe du Canada, il fait ses débuts le 25 mai 1991 contre le XV d'Écosse, enchaîne le 8 juin 1991 contre les États-Unis. Sa dernière apparition canadienne a lieu le 3 juin 1995 contre les Springboks.  
Il joue sept matchs de Coupe du Monde : 1991, 1995.
Puis il porte le maillot des Springboks entre le 21 novembre et le 5 décembre 1998 à trois reprises.

## Palmarès

### Sélections nationales
- 14 sélections avec l'équipe du Canada
- 2 essais
- 10 points
- Nombre de sélections par année : 6 en 1991, 2 en 1994, 6 en 1995

- participation à la Coupe du Monde 1991 (4 matchs disputés, 4 comme titulaire), 1995 (3 matchs disputés, 3 comme titulaire).

- 3 sélections avec l'équipe d'Afrique du Sud.
- Nombre de sélections par année : 3 en 1998